# Jasmina Kuhnke
Jasmina Kuhnke (* 1982 in Hagen) ist eine deutsche Comedyautorin, Schriftstellerin und Social-Media-Antirassismus-Aktivistin. In sozialen Medien ist sie auch unter dem Pseudonym Quattromilf bekannt.

## Leben
Jasmina Kuhnke wuchs in Hagen und Wuppertal auf. Ihre Mutter ist laut Eigenaussage Kroatin. Ihr Vater war Senegalese und starb während ihrer Kindheit. Sie bezeichnet sich selbst als „afrodeutsche Serbokroatin oder serbokroatische Afrodeutsche“. Sie ist verheiratet, Mutter von vier Kindern und lebt mit ihrer Familie in Köln.

## Wirken
Als Autorin arbeitet sie freiberuflich unter anderem für den WDR. Sie schrieb mit bei der Serie Andere Eltern und für Carolin Kebekus.
In sozialen Medien nutzt Kuhnke das Pseudonym Quattromilf (auch die Schreibweise Quattro Milf ist in der GND als Künstlername erfasst) und nennt ihre Anhängerschaft Quattromob. Ihr Pseudonym spielt auf das Akronym MILF an, das sie auf Twitter als Backronym „Mom I’d like to follow“ auflöst. Sie thematisiert Rassismus und Rechtsextremismus in Deutschland. Auf Twitter folgen ihr knapp 140.000 Accounts (Stand: Oktober 2022).
Sie wurde im Fernsehen zu ihrer Wahrnehmung von Alltagsrassismus und Hass-Postings befragt, so beispielsweise in der Dokumentation Radikalisiert von Sascha Lobo im Oktober 2019 auf ZDFneo, vom Fernsehmagazin Monitor im April 2021 und im Juni 2020 in der Carolin Kebekus Show.
Im Januar 2021 erschien im Tagesspiegel ein Artikel der Journalistin Fatina Keilani, in dem sie unter anderen Kuhnke – ohne deren Namen zu nennen – vorwarf, Antirassismus sei ihr persönliches Geschäftsmodell. Der Artikel führte zu einer kontroversen Debatte. Kuhnke selbst bezeichnete den Text als „unverantwortlich und unreflektiert“.
Im Februar 2021 wurde Kuhnkes Privatanschrift verbunden mit einem Gewaltaufruf verbreitet: In einem knapp vierminütigen Video ist ein Zoom auf einen Globus zu sehen, der am Ende der Sequenz ihr Wohnhaus offenlegt. Gleichzeitig wurde im Video dazu aufgerufen, „Jasmina zu massakrieren“. Am selben Tag wandte sich Kuhnkes Familie an die Polizei. Laut Kuhnke habe das LKA allerdings festgestellt, dass es sich nicht um eine Gefährdungssituation handele. Statt sie unter Schutz zu stellen, wie von Kuhnke verlangt worden war, soll die Polizei ihr geraten haben, sich bei Twitter abzumelden. Daraufhin zog sie mit ihrer Familie um. Die Amadeu Antonio Stiftung startete am 9. April 2021 einen Spendenaufruf mit einem Spendenziel von 50.000 Euro, um Kuhnke die Umzugs- und Anwaltskosten zu ersetzen.
Kuhnke war eine Zeit lang Mitglied der SPD, ehe sie im September 2022 bekanntgab, ausgetreten zu sein. Sie begründete dies damit, dass sie nicht länger Mitglied einer Partei sein könne, die „Brechmittel-Scholz“ zum Kanzler gemacht habe. Damit spielt sie auf Achidi John an, der 2001 nach einer Drogenkontrolle unter Einsatz von Brechmitteln durch die Polizei in Hamburg starb. Der spätere Bundeskanzler und damalige Hamburger Innensenator Olaf Scholz (SPD) hatte einige Monate zuvor den Einsatz von Brechmitteln gebilligt und rückte auch nach diesem Todesfall nicht gänzlich von dieser Position ab, was im Nachhinein auf Kritik stieß.

### RomanSchwarzes Herz(2021)
Im Oktober 2021 wurde ihr erster Roman Schwarzes Herz veröffentlicht. Das dazugehörige Hörbuch sprach sie selbst ein. Er beschreibt Rassismus und Misogynie, erlebt von einer namenlosen Ich-Erzählerin. Als „Roman“ könne sich das Buch gegen die biografische Präsenz seiner realen Autorin nicht behaupten, befand der Rezensent Cornelius Pollmer in der Süddeutschen Zeitung. Ein Grund sei, dass die Sprache jener ähnele, in der Kuhnke unter anderem bei Twitter schreibt. Der Grundton der Ich-Erzählerin entspreche dem der meisten öffentlichen Einlassungen Kuhnkes: „Fast alles ist Kampf und Anklage und Vorwurf und Selbstverteidigung“. Miriam Zeh betonte im Deutschlandfunk Kultur die Wirkung des Buches trotz „Schwächen in Stil und Aufbau“. Im Roman diene das Schreiben der Ich-Erzählerin, die erkennbar große Nähe zur Autorin habe, der Selbstermächtigung und ermutige zur Identifikation durch den Leser. Dies würde auch in den Formen der breiten Rezeption deutlich und erfordere neben der literaturkritischen auch eine soziologische Betrachtung, um die Bedeutung des Buches zu ergründen.

### Debatte um Boykott der Frankfurter Buchmesse
Ihren Auftritt auf der Frankfurter Buchmesse 2021 sagte Kuhnke am 18. Oktober ab und gab als Grund die Teilnahme neurechter Buchverlage an, wie den Jungeuropa Verlag, dessen Stand neben der ZDF-Bühne platziert worden war, wo auf dem „Blauen Sofa“ eine Diskussionsrunde mit ihr stattfinden sollte. Ihre Teilnahme wäre „wegen der Bedrohung durch Rechte“ sowieso nur unter „besonderen Schutzmaßnahmen“ möglich gewesen, so Kuhnke. Eine Gefahr für sie persönlich sei „unübersehbar gegenwärtig“. Die Leitung der Buchmesse rechtfertigte die Entscheidung, Verlage nicht auszuschließen, mit der Meinungs- und Publikationsfreiheit. Das Recht auf Meinungsfreiheit „stoße an seine Grenzen, wenn die Sicherheit und die Grundrechte anderer bedroht werden“, erklärte dagegen Kuhnkes Verlag Rowohlt.
Weitere Autorinnen und Autoren wie Nikeata Thompson, Annabelle Mandeng, Riccardo Simonetti und Raul Krauthausen schlossen sich Kuhnkes Boykott an, worüber auch in der Washington Post berichtet wurde. Ein weiterer Rowohlt-Autor, Till Raether, sagte ebenfalls seine Teilnahme ab. Neben anderen solidarisierte sich die Bildungsstätte Anne Frank mit Kuhnke. Die Frankfurter Stadtverordnete Mirrianne Mahn bekräftigte Kuhnkes Vorwurf bei der Verleihung des Friedenspreises des Deutschen Buchhandels an die Autorin Tsitsi Dangarembga und sagte: „Schwarze Frauen waren auf der Buchmesse nicht willkommen.“
Andreas Platthaus kritisierte den Boykott in der FAZ: „Voreiliger Aktivismus“ habe das Gegenteil dessen erreicht, „was er anstrebte: Dem Verlag sollte das Forum genommen werden – stattdessen ist er nun in aller Munde.“ Doris Akrap kritisierte Kuhnkes Aussage, schwarze Autorinnen seien auf der Buchmesse körperlicher Gefahr ausgesetzt, in der taz: „Wäre ihre Behauptung, sie würde auf der Messe ‚gekillt‘ werden, aus einer anderen politischen Richtung gekommen, wäre sie mit Recht als Verschwörungsfantasie gelabelt worden.“

### RomanWhite Lives Matter(2024)
In Kuhnkes zweitem Roman White Lives Matter werden Weiße Opfer von Rassismus. Er handelt von einer Frau, die nach Diskriminierungserfahrungen die Bewegung White Lives Matter (Anspielung auf Black Lives Matter) gründet.

## Veröffentlichungen
- Schwarzes Herz. Rowohlt, Hamburg 2021, ISBN 978-3-498-00254-1
  - als Taschenbuch Rowohlt, Hamburg 2023, ISBN 978-3-499-00678-4
  - Hörbuch, gelesen von Jasmina Kuhnke. MP3-CD, 259 Min. bei Lübbe Audio, Köln 2021, ISBN 978-3-7857-8407-5
- White Lives Matter. WeCreate Books, Hamburg 2024, ISBN 978-3-911034-03-6